# Хапи (бог)
Хапи (егип. Ḥˁpj — «Единственно текущий», копт. Ⲅⲁⲡⲓ) — бог ежегодных разливов Нила и покровитель урожая в египетской мифологии.

## Имя
Его имя означает «Единственно текущий», что подразумевает течение Нила. Хапи был также известен как «Повелитель рыб и птиц болотных», «Повелитель реки несущей растения».
Происхождение имени Хапи неизвестно, возможно, ранее так называли саму реку Нил, с тех пор и повелось говорить, что Нил берёт начало между Му-Хапи и Хер-Хапи, где два притока впадают в общее русло (начало одному из притоков даёт озеро Виктория).

## Изображение
Хапи изображали как полноватого мужчину с синей кожей и большим животом, подпоясанным набедренной повязкой. Этот живот в представлении египтян символизировали плодородие Нила, а цвет кожи (на одних фресках — синяя, на других — зелёная) — речную воду, которая бывает голубой или позеленевшей в зависимости от сезона года.
Разнообразие других отличительных черт Хапи менялось в зависимости от региона Египта и наличия изображений этого бога. Например, в Нижнем Египте его украшали изображениями папирусов и лягушек, которые обитали в данном регионе и являлись символами этой земли. В то же время в Верхнем Египте он был украшен цветами лотоса и крокодилами, которые в большом количестве присутствовали в этой области и являлись символами, связанными с богом Хапи. Хапи часто изображали совершающим подношения пищи или амфор с льющимися из них струями воды, в редких случаях его изображали как гиппопотама.
В период XIX династии Хапи часто изображался в виде парной фигуры, каждая из которых держит и натягивает длинный стебель растения, символически связывающий Верхний и Нижний Египет. Это изображение также является отдельным иероглифом, означающим «союз». Этот символ часто вырезали в основании трона, на котором сидел фараон.

## Мифология
Хапи олицетворял ежегодный разлив Нила, богатого плодородным илом, позволявшим египтянам выращивать зерновые культуры по берегам этой реки. Согласно обычаю, египтяне во время ежегодных разливов говорили «Хапи прибывает». Хапи символизировал плодородные земли и противопоставлялся безжизненной пустыне.
Считалось, что Хапи жил в пещере в одном из источников Нила, неподалёку от Асуана.
Из-за его плодородной природы Хапи иногда считали «Отцом богов», также он считался заботливым отцом, который поддерживал космос в равновесии. Хапи имел символическую связь с богом земли Гебом и с «повелителем Непер» (богом зерна).
Когда богов Египетского пантеона изображали парами (муж/жена), у бога Хапи время от времени появлялась жена по имени Мерет («любимая»). Тем не менее, Нил связывался с землёй, а Хапи говорил, что станет мужем покровительницы земли; в Верхнем Египте ею была богиня Нехбет, а в Нижнем Египте — богиня Уаджит. Спустя время его стали отождествлять с первозданным океаном Нуном, жена которого Наунет создана в первичных водах; вместе они олицетворяли небо и были первыми из богов Гермопольской Огдоады.

## Культ
В основном, культ Хапи практиковался на острове Элефантин. Жрецы бога Хапи проводили специальные ритуалы, чтобы обеспечить Египет стабильными ежегодными разливами реки. Эти жрецы пользовались специальным измерительным прибором «ниломером», которым определяли уровень воды в реке и прогнозировали урожайность.
Отрывок из Гимна ежегодного разлива Нила:
О, творец света, приходящий из темноты
Вскармливающий стада
Могущественный образ всего
Никто не может жить без него
Люди одеты в одежды изо льна, что произрастает на его полях
Ты облагораживаешь все земли и насыщаешь их непрестанно,
Спустившись с небес.